# کوهی اوچیدا
کوهی اوچیدا (انگلیسی: Kohei Uchida؛ زادهٔ ۱۹ مهٔ ۱۹۹۳) بازیکن فوتبال اهل ژاپن است.